# Ivica Kralj
Ivica Kralj (serbisch: Ивица Краљ) (* 26. März 1973 in Tivat, SFR Jugoslawien) ist ein ehemaliger jugoslawischer Fußballtorhüter.
Seine Karriere begann er 1989 beim FK Arsenal Tivat. 1992 wechselte er zum jugoslawischen Topklub Partizan. Zur Saison 1993/94 wechselte er auf Leihbasis zu Jastrebac Niš. 1994 kehrte er nach Belgrad zurück. 1998 versuchte er erfolglos sein Glück beim FC Porto. Nach nur einer Saison verließ er Portugal. 2000 fand er ein Engagement bei der PSV Eindhoven. Dort war er aber nur der zweite Torhüter hinter Patrick Lodewijks. Zur Saison 2002/03 wechselte er wieder zurück zu Partizan. 2007 unterschrieb er beim FK Rostow. Für die jugoslawische Fußballnationalmannschaft stand er 41 Mal im Tor und nahm mit ihr an der Fußball-Weltmeisterschaft 1998 und an der Fußball-Europameisterschaft 2000 teil.